# Tomșani
Tomșani – wieś w Rumunii, w okręgu Vâlcea, w gminie Tomșani. W 2011 roku liczyła 742 mieszkańców.